# دانشگاه پالرمو بوئنوس آیرس
دانشگاه پالرمو (به اسپانیایی: Universidad de Palermo، با نام اختصاری UP) یک دانشگاه خصوصی در بوئنوس آیرس، آرژانتین است. دارای چندین ساختمان است که در نقاط مختلف شهر واقع شده اند. این دانشگاه برنامه های آموزشی متعددی از جمله مدرک دوگانه در مدیریت ارائه می دهد که همراه با مدرسه اقتصاد لندن اعطا می شود. این دانشگاه با دانشگاه های ییل، هاروارد و دانشگاه نیویورک در ارتباط است و به عنوان یکی از بهترین دانشگاه های خصوصی در آرژانتین در نظر گرفته می شود که مرتباً در بین 5 دانشگاه برتر آرژانتین قرار دارد.کتابخانه دانشگاه پالرمو دارای بیش از 45000 جلد است که شامل مطالب صوتی و تصویری و چاپی می شود. مجموعه را می توان از طریق اینترنت جستجو کرد.این دانشگاه دارای هفت دپارتمان با بیش از 5000 دانشجو است که از سراسر جهان می آیند.

## دانشکده ها
دانشگاه پالرمو آرژانتین دارای 7 دانشکده است:
- دانشکده معماری
- دانشکده طراحی و ارتباطات
- دانشکده بازرگانی
- دانشکده مهندسی
- دانشکده حقوق
- دانشکده علوم اجتماعی
- روانشناسی

## رتبه بندی
دانشگاه پالرمو در زمره بهترین دانشگاه های جهان به حساب می آید:
- رتبه 1 در آمریکای لاتین: رنک یک در بین دانشگاه های زیر 50 سال در آمریکای لاتین، رتبه 48 در جهان
- دانشجویان بین المللی: دانشگاهی با بالاترین درصد دانشجویان بین المللی در آمریکای لاتین
- رتبه 1 در رشته هنر و طراحی: رتبه یک در بین دانشگاه های خصوصی در آرژانتین، رنک 2 در آمریکای لاتین در رشته هنر و طراحی
- رتبه1 MBA در آرژانتین، رنک 5 MBA در آمریکای لاتین
- ده نفر برتر آمریکای لاتین در زمینه اشتغال و تعالی پژوهشی
- 10 مدرسه کسب و کار برتر در آمریکای لاتین

براساس نظام رتبه‌بندی QS در سال 2022 ، این دانشگاه در رتبه 391 دانشگاه برتر دنیا قرار دارد و سومین دانشگاه برتر آرژانتین می‌باشد.